# Antoine Gomis
Antoine Gomis (Parigi, 2 aprile 1989) è un ex cestista francese.

## Palmarès
- Coppa di Francia: 1

Le Mans: 2008-2009
- Semaine des As: 1

Le Mans: 2009